# Dypsis acaulis
Espèce
Statut de conservation UICN

 EN B1ab(iii)+2ab(iii); D : En danger
Dypsis acaulis est une espèce de palmiers (Arecaceae). Elle est endémique dans la partie orientale de la presqu'île de Masoala dans la province de Diego-Suarez à Madagascar. Ce palmier pousse dans les fonds des vallées, le long des berges, sur les pentes des basses collines sur des sols basaltiques et ceux dérivés de quartzites. L'espèce est présente sur deux sites : l'un est situé à la limite du parc national de Masoala et l'autre à l'intérieur du parc. En 2012 elle est considérée par l'IUCN comme une espèce en danger. Alors qu'en 1995 elle était considérée comme une espèce éteinte à l'état sauvage. Son habitat est menacé en bordure du parc principalement par les coupes sélectives de bois et l'expansion de l'agriculture. 